# Liolaemus riodamas
Espèce
Liolaemus riodamas est une espèce de sauriens de la famille des Liolaemidae.

## Répartition
Cette espèce est endémique de la région d'O'Higgins au Chili.

## Publication originale
- Esquerré, Núñez & Scolaro, 2013 : Liolaemus carlosgarini and Liolaemus riodamas (Squamata: Liolaemidae), two new species of lizards lacking precloacal pores, from Andean areas of central Chile. Zootaxa, no 3619 (4), p. 428–452.